# Логор Омарска
Логор Омарска био је концентрациони логор којим су управљале војска и полиција Републике Српске у рударском селу Омарска, близу Приједора на северу Босне и Херцеговине, створено за муслиманско и хрватско цивилно становништво током сукоба у Приједору и околини. Функционалан у првим месецима Рата 1992.био је један од 677 наводних притворских центара и логора основаних широм Босне и Херцеговине током рата. Иако је номинално Омарска била "истражни центар" или "сабирни центар" за муслиманско и хрватско становништва, Human Rights Watch класификовала ју је као концентрациони логор.
Међународни кривични суд за бившу Југославију, смештен у Хагу осудио је неколико окривљених за злочине против човечности у Омарској. Убиства, мучење, силовање и злостављање затвореника било је уобичајено. Око 6.000 Муслимана и Хрвата, углавном мушкараца, држано је у кампу око пет месеци у пролеће и лето 1992. године. Стотине људи умрло је од глади, казни, премлаћивања, злостављања и погубљењем.

## Преглед
Омарска је претежно српско село у северозападној Босни, у близини града Приједора. Логор у селу постојао је отприлике од 25. маја до отприлике 21. августа 1992. године, када су војска и полиција Републике Српске противправно одвојили, заточили и заточили нешто од више од 7.000 Муслимана и Хрвата заробљених у Приједору. Власти Републике Српске назвали су га "истражним центром", а заточеници су оптужени за паравојне активности. До краја 1992. године рат је резултовао смрћу или присилним одласком већине муслиманског и хрватског становништва општине Приједор. Од 25.000 становника отишло је око 7.000 људи, а у проширеном региону постоји 145 масовних гробница и стотине појединачних гробница. Постоје опречне информације о томе колико је људи убијено у Омарској. Према речима преживелих, у логору је сваке ноћи обично издвојено и убијено око 30, а понекад и 150 мушкараца. Амерички Стејт департмент сматра да стотине притвореника, чији су идентитети непознати, нису преживели; многи други су убијени приликом евакуације логора на подручју Приједора.

## Логор
У мају 1992. године, интензивно гранатирање и пешадијски напади на муслиманска подручја у општини довели су до тога да преживели Муслимани напусте своје домове. Већина њих се предала или су их заробиле српске снаге. Како су српске снаге скупљале муслимансло и хрватско становништво, терале су их да у колонама марширају према једном или другом логору које су српске власти успоставиле у општини. Отприлике 25. маја 1992. године, отприлике три седмице након што су Срби преузели контролу над општинском владом, и два дана након почетка војних напада великих размјера на муслиманска мјеста а, српске снаге су почеле да одводе заробљенике у логор Омарска. Током наредних неколико седмица, Срби су наставили да окупљају Бошњаке и Хрвате из Козарца код Приједора и других места у општини и шаљу их у логоре. Многи бошњачки и хрватски интелектуалци и политичари послани су у Омарску. Док су готово сви затвореници били мушкарци, у логору је било заточених 37 жена, које су служиле храну и чистиле зидове просторија за мучење, а у кантини су више пута силоване; тела 5 жена је ексхумирано.
Комплекс рудника Омарска налазио се око 20км од Приједора. Први заточеници су одведени у логор у неком тренутку између 26. и 30. маја. Зграде логора биле су скоро потпуно попуњене, а неки од заточеника морали су да буду смештени у простору између две главне зграде. Тај простор је након доласка заточеника освијетљен посебно постављеним рефлекторима. Жене су одвојено држане у управној згради. Према ратним документима српских власти, у логору су од 27. маја до 16. августа 1992. године биле држане укупно 3.334 особе; 3.197 Бошњака, 125 Хрвата.
Унутар подручја рударског комплекса Омарска који је кориштен за логор, логорске власти су затворенике углавном затварале у три различите зграде: управну, гдје су се вршила испитивања и убијања; претрпана зграда хангара; „бијела кућа” у којој су затвореници мучени; и на површини од цементног дворишта између зграда познатих као "писта", трака бетонског земљишта у облику слова Л између, такође сцена мучења и масовних убистава. Постојала је још једна мала зграда, позната као „црвена кућа“, у коју су понекад одвођени заробљеници да би били погубљени по кратком поступку. Доласком првих заточеника око логора су постављена стална стражарска места и противпешадијске мине. Услови у логору су били ужасни. У згради познатој као „бела кућа” собе су биле препуне са 45 људи у просторији не већој од 20 m2 (220 sq ft). Лица заточеника била су изобличена и крвава, а зидови обливени крвљу. Од почетка су заточенике тукли песницама, кундацима пушака и дрвеним и металним моткама. Стражари су углавном ударали у срце и бубреге кад год су одлучили да некога пребију до смрти. У „гаражи” је између 150 и 160 људи било „спаковано као сардине” и врућина је била несносна. Првих неколико дана заточеницима није било дозвољено да изађу и давали су им само канту воде и мало хлеба. Мушкарци би се угушили током ноћи, а њихова тела би извађена следећег јутра. Просторија иза ресторана била је позната као "Мујина соба". Димензије ове собе биле су око 12 m × 15 m (39 ft × 49 ft) и просечан број тамо заточених био је 500, од којих су већина били Бошњаци. Жене у логору су спавале у собама за испитивање, које су морале да чисте сваки дан јер су собе биле прекривене крвљу и комадићима коже и косе. У логору се чуло јаукање и запомагање људи које су тукли.
Заточеници у Омарској су имали један оброк дневно. Храна је обично била покварена, а процес добијања хране, јела и враћања тањира обично је трајао око три минута. Оброци су често били праћени батинама. Тоалети су били блокирани и свуда је било људског измета. Британски новинар Ед Вулијами је сведочио да су заточеници били у веома лошем физичком стању када је посетио логор. Видео је како су јели чинију супе и мало хлеба и рекао је да има утисак да одавно нису јели; изгледали су уплашени. Према Вулијамијевим речима, заточеници су пили воду из реке која је била загађена индустријским отпадом и многи су патили од затвора или дизентерије. Против лица заточених у логору Омарска никада није поднесена кривична пријава, нити су заточеници обавештени о конкретним оптужбама против њих. Очигледно, није постојао легитиман разлог који би оправдао притвор ових људи.
Убиство, мучење, силовање и злостављање затвореника било је уобичајено. Заточеници су држани у нехуманим условима, ау логору је владала атмосфера екстремног психичког и физичког насиља. Стражари логора и чести посетиоци који су долазили у логоре користили су све врсте оружја и оруђа да би тукли и на други начин физички злостављали заточенике. Конкретно, политички и грађански лидери босанских Муслимана и босанских Хрвата, интелектуалци, богаташи и други несрби који су сматрани "екстремистима" или су пружали отпор босанским Србима били су посебно изложени премлаћивању и малтретирању које је често резултирало смрћу.
Поред тога, логори Омарска и Кератерм су такође радили на начин осмишљен да дискриминишу и потчине несрбе нехуманим радњама и окрутним поступањем. Ова дела су укључивала бруталне животне услове наметнуте затвореницима. Постојала је смишљена политика пренасељености и недостатка основних животних потреба, укључујући неадекватну храну, загађену воду, недовољну или непостојећу медицинску негу и нехигијенске и скучене услове. Сви затвореници су претрпели озбиљно психичко и физичко погоршање и били су у стању сталног страха. Затвореници су обично убијани пуцањем, премлаћивањем или пресецањем грла; међутим, у једном инциденту, затвореници су спаљени на ломачи од запаљених гума. Лешеве су затим други затвореници или булдожерима пребацивали у камионе. Било је случајева да су затвореници довођени да копају гробове и да се нису враћали. Судско вијеће МКСЈ у предмету Стакић је на основу доказа изведених на суђењу утврдило да је у логору крајем јула 1992. убијено "преко 100" затвореника. Око 200 људи из Хамбарина доведених у логор у јулу 1992. године држано је у згради познатој као "бела кућа". У раним сатима 17. јула чули су се пуцњи који су се настављали до зоре. Испред "беле куће" виђени су лешеви, а логорски стражари су виђени да испаљују хице у тела. Сведок је сведочио да су „сви добили по један додатни метак у главу“. Укупно око 180 тела је утоварено у камион и одвезено.
Логор је затворен одмах након посете страних новинара почетком августа. Дана 6. или 7. августа 1992. заточеници у Омарској подељени су у групе и аутобусима превезени на различита одредишта. У двадесет аутобуса превезено је око 1.500 људи.

### Број погинулих
У оквиру операција логори Омарска, Кератерм, Мањача и Трнопоље помогли су Кризном штабу српског округа Приједор да смањи несрпско становништво Приједора са више од 50.000 1992. године на нешто више од 3.000 1995. године, а касније још мање. Прецизне прорачуне о броју стварно умрлих у овим логорима је тешко направити. Репортер Њузвика Рој Гутман тврди да су му званичници америчког Стејт департмента, заједно са представницима других западних влада, рекли да је 4.000-5.000 људи, од којих је велика већина несрба, страдало у Омарској. Новинар Бил Беркли наводи да је број мртвих 2.000. Члан Комисије експерата Уједињених нација (УН) је током суђења Душку Тадићу пред МКСЈ сведочио да се њихов број креће у хиљадама, али није могла да буде прецизна, упркос чињеници да су српски званичници потврдили да нема масовних ослобађања затвореника послатих тамо. Члан Кризног штаба Симо Дрљача, који је био начелник полиције у Приједору, изјавио је да је у Омарској, Кератерму и Трнопољу било 6.000 „информативних разговора” (односно саслушања), те да је из њих пребачено 1.503 несрба у три логора на Мањачи, а према подацима Human Rights Watch, 4.497 је нестало. Према подацима Удружења логораша Приједор 1992, од маја до августа 1992. кроз Омарску је прошло око 6.000 заробљеника, од којих је 700 убијено.

## Међународна реакција
Почетком августа 1992. Вуллиами, репортерка Independent Television News (ITN) Penny Marshall и Channel 4 News Ian Williams, добили су приступ логору Омарска. Њихово извештавање послужило је као један од катализатора напора УН да се истраже ратни злочини почињени у сукобу. Логор је затворен мање од месец дана након што је његово излагање изазвало међународну пометњу.

### Контроверза 1997–2000.
Између 1997. и 2000. године водиле су се академске и медијске полемике о догађајима у Омарској и Трнопољу 1992. године, због тврдњи о лажном извештавању и „лажима“. Тврдње, које су промовисале државна Радио телевизија Србије (РТС) и британски лист Живи марксизам, подстакле су ИТН мрежу да оптужи Живи марксизам за клевету; ИТН је добио случај 2000. године, што је практично приморало новине да се затвори.

## Суђења
Званичници Републике Српске одговорни за управљање кампом од тада су оптужени и проглашени кривим за злочини против човечности и ратних злочина.
- Команданти логора Мирослав Квочка, Драгољуб Прцач, Милојица Кос и Млађо Радић, као и локални таксиста Зоран Жигић проглашени су кривим за злочине против човечности. Квочка, Прцач, Кос и Радић осуђени су на пет, шест, седам и 20 година; Жигић је добио најдужу казну од 25 година.[22]
- Жељко Мејакић проглашен је кривим за злочине против човечности (убиство, затвор, мучење, сексуално злостављање, прогон и друга нехумана дела). Био је стварни командант Омарска и починио један случај злостављања. Утврђено је да је учествовао у удруженом криминалном подухвату у циљу подстицања злостављања и прогона затвореника у логору. Осуђен је на 21 годину затвора.[23]
- Момчило Грубан проглашен је кривим за злочине против човечности (убиство, затвор, мучење, сексуално злостављање, прогон и друга нехумана дела). Имао је тимску одговорност за злочине почињене у логору и деловао је у заједничком криминалном подухвату. Осуђен је на 11 година затвора.[23]
- Душко Кнежевић проглашен је кривим за злочине против човечности (убиства, мучење, сексуално злостављање, прогон и друга нехумана дела). Утврђено је да је био директно умешан у злочине почињене у логорима Омарска и Кератерм. Такође је проглашен кривим у складу са теоријом заједничког злочиначког подухвата за промоцију система злостављања и прогона затвореника у логорима Омарска и Кератерм. Осуђен је на 31 годину затвора.[23]

Дана 26. фебруара 2007 Међународни суд (МС) је представио своје решење на случај геноцида у Босни, у којем је разматрао злочине почињене у притворским логорима, укључујући Омарску, у вези са чланом 2 (Б) Конвенције о геноциду. Суд је изјавио:
Пошто је пажљиво испитао доказе који су му предочени, и узевши у обзир оне предочене МКСЈ, Суд сматра да је потпуно убедљивим доказима утврђено да су припадници заштићене групе систематски били жртве масовног малтретирања, премлаћивања, силовања и мучења. тешке телесне и психичке повреде током сукоба, а посебно у заточеничким логорима. Захтјеви материјалног елемента, како је дефинисано чланом II (б) Конвенције, су тиме испуњени. Суд, међутим, на основу доказа пред њим констатује да није коначно утврђено да су та зверства, иако могу представљати ратне злочине и злочине против човечности, почињена са специфичном намером (долус специалис) да се униште заштићена група, у целини или делимично, потребна да би се утврдило да је геноцид почињен.

## Ексхумације
Године 2004. откривена је масовна гробница која се налази неколико стотина метара од локалитета Омарска у којој су посмртни остаци 456 особа из логора. „Нема сумње да се у руднику Омарска и његовој близини налазе стотине тела још увек ненађених“, рекао је Амор Машовић, председник Комисије Владе БиХ за тражење несталих особа. Међународна комисија за нестала лица била је активна у заговарању ексхумације и идентификације њихових тела из масовних гробница широм тог подручја; уз њихову помоћ, ДНК тестирањем је идентификован већи број жртава.

## Меморијална полемика
Компанија Mittal Steel купила је рударски комплекс Омарска и планирала је да настави вађење жељезне руде са локације. Mittal Steel је 1. децембра 2005. године у Бањалуци најавио да ће компанија изградити и финансирати спомен обележје у 'Бијелој кући', али је од пројекта касније одустало. Многи босански Срби сматрају да спомен-обележје не би требало да постоји, док многи Бошњаци сматрају да би изградњу требало одложити док се не пронађу све жртве и само ако се цео рудник – који је у употреби – додели за спомен-обележје.
До 20. годишњице затварања логора предлози за физички спомен на постојање логора нису напредовали. ArcelorMittal је саопштио да је спреман да изађе у сусрет захтевима бивших затвореника, али да су локалне власти на крају одговорне за давање дозволе. Власти Републике Српске сматрале су да би омогућавање преживелих логораша слободног приступа локалитету и изградња спомен обиљежја, како је првобитно договорено са ArcelorMittal-ом, поткопала помирење. Председник "Приједора 92" Мирсад Дуратовић изјавио је да ће се наставити кампања за спомен обележје.
У јулу 2012. године, уочи почетка Олимпијских игара у Лондону 2012, преживели из кампа су положили право на торањ ArcelorMittal Orbit највишу грађевину у Британији, која се налази у Олимпијском парку поред Олимпијског стадиона, као „Меморијал Омарска у егзилу“. Преживели наводе да је Орбита "трагично испреплетена са историјом ратних злочина у Босни, јер су кости жртава помиешане са железном рудом". ArcelorMittal је негирао да је материјал из Омарске коришћен у изградњи Орбите. Компанија је саопштила да ArcelorMittal не може самостално да решава осетљива питања у вези са рудником. Учесници кампање су позвали АрцелорМиттал као највећег светског произвођача челика да искористи свој значајан утицај како би се супротставио локалној политици порицања и да игра активну улогу у лечењу поломљених заједница које су омогућиле успех компаније. Сузан Шупли из Центра за истраживачку архитектуру на Goldsmiths' College-у Лондону, приметила је да инсистирање ArcelorMittal-а на „не заузимању стране“ у области у којој су настављени прогон и неправда није неутралност, већ подразумевано заузимање политичке позиције.